# 揺動砲塔

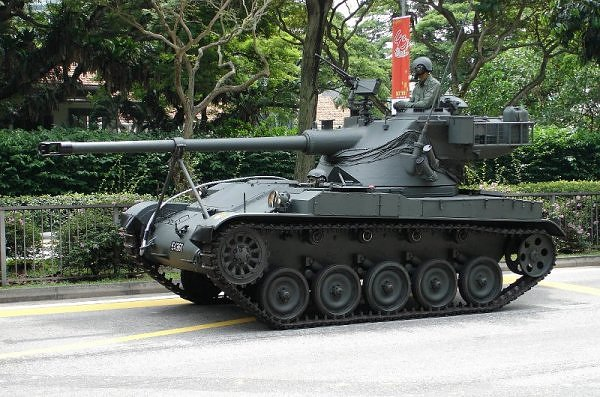
AMX-13、揺動砲塔の採用例。

揺動砲塔、(ようどうほうとう) または揺動式砲塔 (ようどうしきほうとう), （英語: Oscillating turret）は、主砲が直接砲塔に固定されており、砲塔自体がシーソーのように揺れ動くことにより仰俯角をとる仕組みの砲塔である。フランス軽戦車などに見られるが、採用例はあまり多くない。

## 設計

揺動砲塔が仰俯角をとる様子。砲塔の上部パーツと砲身が一緒に動いているのがわかる。

揺動砲塔は砲が固定されていて上下に揺れ動く上部パーツと、砲塔の旋回を行う下部パーツから構成されている。上部と下部の間に隙間が出来易く、キャンバス製カバーなどで覆われる例が多い。

### 利点
砲が砲塔に固定されているために自動装填装置の取り付けが容易で(弾薬庫と砲閉鎖機との距離が砲身を上下させても変化しないため)、また、砲を砲塔の比較的高い位置に搭載可能であるため、砲塔や車体を敵にあまり晒すことなく射撃が可能である。また、砲閉鎖機とターレットリングが干渉しづらく、ターレットリングを小さくできるために砲塔の小型化が可能である。砲耳を重心付近に設置でき、通常形態では砲口側へ偏る重心を補正するための平衡機も簡略化できる。

### 欠点
砲塔ごと上下する（砲尾側が著しく後部へ張り出す）ために砲塔後部と車体天板が干渉しやすく、仰角があまり取れなくなりやすい(砲塔後部と車体天板の干渉を避けようとすると砲塔自体の背が高くなり、投影面積が増加し被弾しやすくなってしまう)。また、砲塔自体が2つの部品から構成されるために構造上通常の砲塔よりも弱く、継ぎ目が発生するため戦車と外部を完全に遮断してCBRNEに対する耐性を与えることが困難である。量産された主力戦車での採用例はない。
乗員を砲よりも低い、ほぼ車体内部まで押し下げて、防御面がより向上したオーバーヘッド型砲塔も試みられたが、こちらも外部視認性が劣る等の問題を1980年代以前の技術レベルでは解決できず普及に到らなかった。

## 搭載車種の例

### フランス

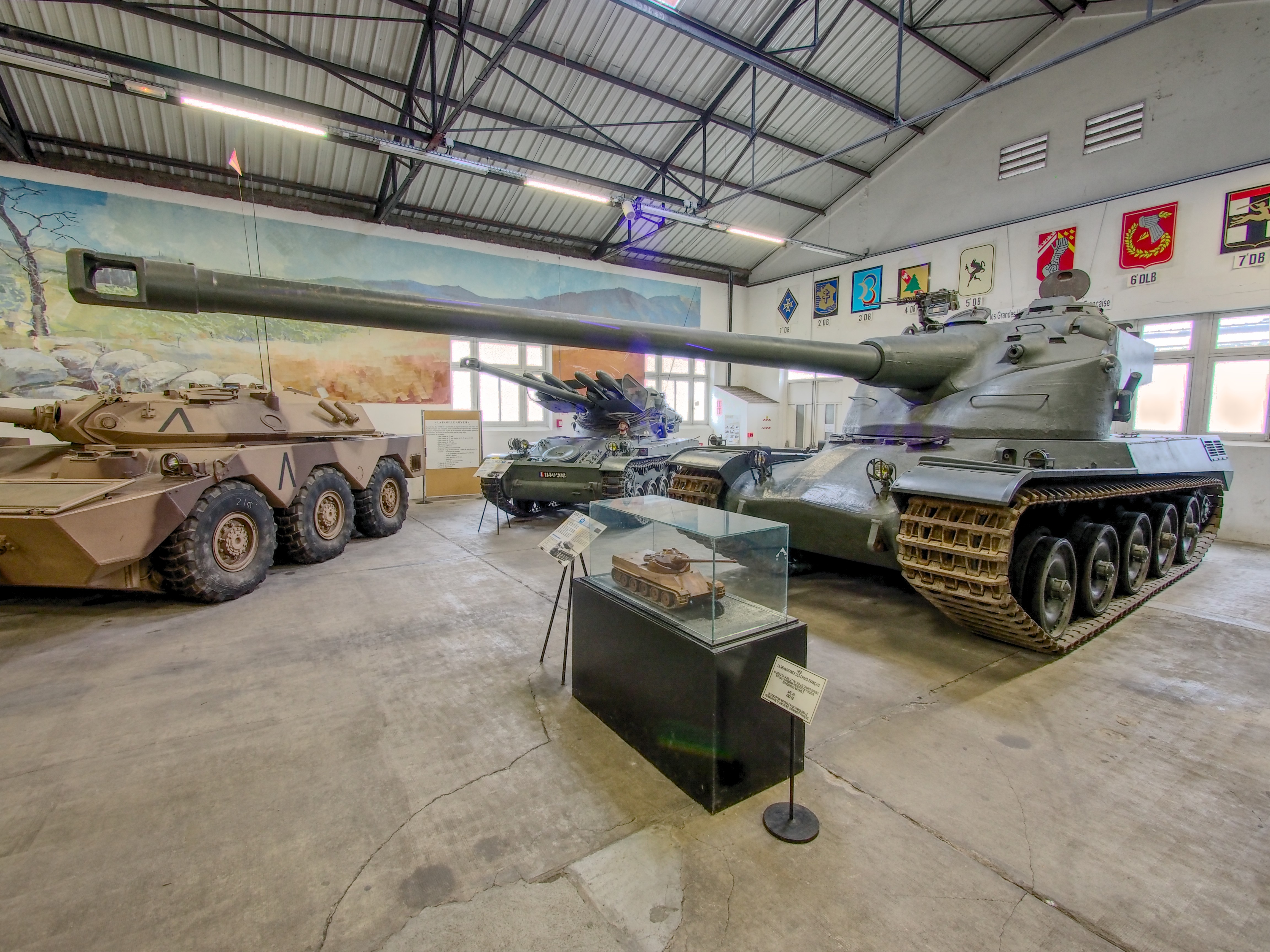
手前：AMX-50、奥：AMX-13

- パナール 201（英語版） - 第二次世界大戦でフランスが降伏する前に設計が進められていた。設計はパナールEBRに引き継がれた。
- AMX-13 - 軽戦車でありながら高初速の75mm砲・90mm砲・105mm砲の搭載に成功し、フランス陸軍および輸出市場で受け入れられた[1]。
- AMX-50 - 試作のみ。
- パナールEBR - パナール201を発展させ、砲塔はAMX-13と同系列の物を使用している。

### オーストリア

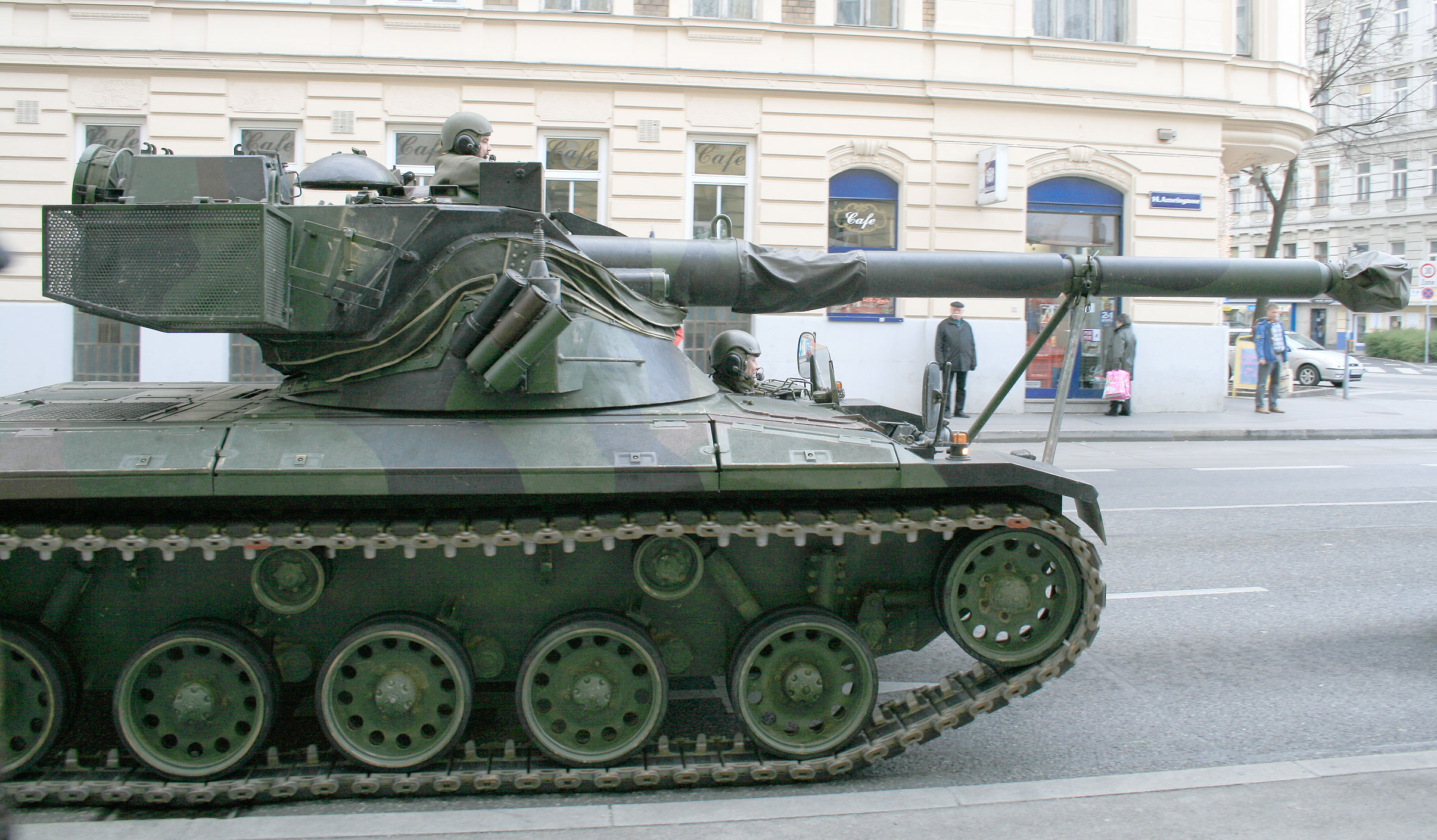
SK-105キュラシェール、砲の搭載位置がかなり砲塔上部に寄っていることがわかる。

- SK105キュラシェーア軽戦車 - 砲塔の設計はAMX-13のFL-10を参考にしている[2][3]。

### ドイツ
- クーゲルブリッツ - 2連装のMK 103対空機関砲を揺動式に搭載。

### アメリカ合衆国
- T54E1中戦車（英語版） - 試作のみ。[4][5]
- T57重戦車（英語版） - 試作のみ。[6]
- T69中戦車（英語版） - 試作のみ。[7]
- T92軽戦車 - 試作のみ。

### アルゼンチン
- パタゴン - SK105キュラシェーアの車体にAMX-13/105の砲塔を搭載した車両、2000年代に少数が生産された。